# Carl Justi
Carl Justi (Marburg, 2 d'agost de 1832 - Bonn, 9 de desembre de 1912), va ser un filòsof i historiador de l'art alemany especialitzat en artistes espanyols del Segle d'or espanyol.

## Biografia
Després de la seva formació inicial al Gymnasium Philippinum de Marburg, Justi va estudiar Teologia i Filosofia a Berlín. Va aconseguir l'any 1859 la plaça en Filosofia pel seu treball sobre els elements estètics a la filosofia platònica Die ästhetischen Elemente in der platonischen Philosophie. Tot seguit, Justi va ensenyar, a la Universitat Philipps de Marburg, Història de l'estètica des de l'Antiguitat.
Va ser professor extraordinari des de 1866 i ordinari des de 1869. El 1871 va tenir la seva docència a Kiel. Entre 1872 i 1901 va ser professor dels futurs historiadors de l'art a la Universitat Rheinische Friedrich-Wilhelms, de Bonn, ciutat on va morir el 1912.
Va seguir la tradició de Le Vite de Giorgio Vasari. La seva obra capital està dedicada a Diego Velázquez. Però va escriure també biografies de Winckelmann, Murillo i Miquel Àngel. Carl Justi va ser un dels pocs historiadors de l'art alemanys que, al segle xix, es va centrar en la recerca de l'art espanyol del Segle d'or espanyol.
Va ser premiat a Bonn el 1902. En memòria de la seva figura, es va crear el 1989 la «Carl-Justi-Vereinigung zur Förderung der kunstwissenschaftlichen Zusammenarbeit mit Spanien, Portugal und Iberoamerika». Justi va ser conegut pels historiadors de l'art espanyols de principis de segle xx; Ricardo de Orueta el cita com a font en el seu llibre Berruguete y su obra, 1917.

## Publicacions
- Diego Velazquez und sein Jahrhundert, Bonn, Cohen, 1888.
- Murillo, Leipzig, E. A. Seemann, 1892.
- Miscellaneen aus drei Jahrhunderten spanischen Kunstlebens, Berlín, Grote, 1908.
- Spanische Reisebriefe, Bonn, Cohen, 1923.